# Lesmont
Lesmont é uma comuna francesa na região administrativa de Grande Leste, no departamento de Aube. Estende-se por uma área de 9,92 km². Em 2010 a comuna tinha 313 habitantes (densidade: 31,6 hab./km²).